# Міст королеви Луїзи
Міст королеви Луїзи (нім. Königin-Luise-Brücke, лит. Karalienės Luizos tiltas) — прикордонний автомобільний міст через річку Німан, що з'єднує міста Совєтськ (Калінінградська область Російської Федерації) і Панямуне (Литва). Міст названий на честь дружини короля Пруссії Фрідріха Вільгельма III — королеви Луїзи.
Портал мосту, що нагадує тріумфальну арку, зображений на колишньому гербі Совєтська і є символом міста. На честь королеви в Калінінграді названа кірха пам'яті королеви Луїзи. У Совєтську також був відновлений пам'ятник королеві Луїзі.

## Історія
Будівництво нового мосту довжиною 416 метрів, названого на честь шанованої у Німеччині прусської королеви, почалося в 1904 році. Ширина річки в цьому місці сягала 220 метрів. Міст опирався на два «бика» і завдяки трьом своїм аркам став гордістю міста.
Урочиста церемонія відкриття мосту королеви Луїзи відбулася 18 жовтня 1907 року і була присвячена 100-річчю укладення Тільзитського миру. На згадку про відкриття мосту в Тільзиті було викарбувано медаль. В'їзди на міст були прикрашені порталами. Спорудження мосту обійшлося у 2 мільйони марок.

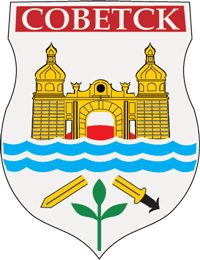
Портал мосту на колишньому гербі міста Совєтська

Після Першої світової війни міст став прикордонним, на ньому був облаштований контрольно-пропускний пункт і митниця. Перший «прикордонний» період в історії мосту тривав до 1939 року, коли Клайпедський край увійшов до складу Німеччини.
З 1 травня 1914 по 1944 рік мостом їздив електричний трамвай. Після Другої світової війни трамвайна мережа не відновлювалася.
22 жовтня 1944 року інженерні частини вермахту підірвали міст, щоб затримати просування радянської армії, внаслідок чого були зруйновані прольоти мосту і північний портал.
Міст був відновлений в 1947 році. Спочатку прольоти були дерев'яними, в 1965 році їх замінили залізобетонними. Зі збереженого південного порталу моста зняли барельєф, який зображає королеву Луїзу, і в 1964 році замінили його на герб Радянського Союзу. Також змінили позначену на порталі дату: 1907 рік замінили на 1947. З порталу прибрали також німецькомовний напис Königin Luise Brücke.
Ручний механізм підйому відкидного прольоту справний і дотепер. До весни 1965 року дерев'яний міст припинив своє існування. Сучасний міст побудований в період з 1965 по 1966 роки.
Після розпаду СРСР міст знову став прикордонним. У 1990-тих роках були зроблені перші спроби реставрації мосту. 6 березня 1995 року з порталу зняли герб СРСР, на цьому роботи і завершилися. Широкомасштабна реставрація порталу була проведена в 2002—2003 роках. В ході цих робіт були відновлені всі втрачені деталі порталу: повернуті на своє історичне місце барельєф Королеви Луїзи, бронзові вази та інші архітектурні елементи головної арки мосту. Були також відреставровані будиночки для технічного обладнання мосту, а всю споруду було обладнано підсвічуванням. Розвідний проліт був заварений, механізм поступово став несправним.

## Архітектура
Міст зведено за проектом будівельного радника Керса і фірмою «Бойхельд і Ко» з Грюнберга (Сілезія). З південного боку міста на другій річковій опорі мосту споруджується портал з пісковика з двома вежами в стилі бароко, що утворюють єдиний архітектурний ансамбль. Південний портал (з нинішньої російської сторони) був прикрашений барельєфом із зображенням королеви Луїзи роботи скульптора Стефана Вальтера і відлитий з бронзи «Мартіном і Пільтцінгом» в Берліні. Ця ж фірма відливала літери для слів на фронтоні арки мосту: «Міст королеви Луїзи». Північний портал мосту (нинішня литовська сторона, не зберігся) був прикрашений гербом Східної Пруссії.
Південний втрачений портал був металевим і прикрашений гербом Східної Пруссії. Барельєф на південному порталі — картуш, який має 3,6 м ширини та 4 м висоти, в центрі якого зображення королеви Луїзи, увінчаної королівською короною, в оточенні двох купідонів з квітковими вінками. Вершину арки мосту прикрашали декоративні вази — їх було шість (збереглося тільки дві). Над пішохідними проходами по 1,5 м шириною розміщені два барельєфи, які уособлюють рух по воді і по суші. Мостовий портал і машинні будиночки виготовлялися в майстерні придворного майстра — каменотеса Карла Шилінга. Для їх виготовлення використовували вологостійкий жовтуватий піщаник з каменоломень у Вюншельбурзі, котрий не вимагає фарбування і обтиньковування.

## Галерея
|                                  |
| Барельєф на честь королеви Луїзи |

|                                        |
| Зображення мосту на довоєнній листівці |

## Нумізматика
5 липня 2017 року Банк Росії випустив в обіг пам'ятні срібні монети номіналом 3 рублі «Міст „Королева Луїза“, м. Советськ Калінінградської області» серії «Пам'ятки архітектури Росії».